# جاكي ميلبورن
جاكي ميلبورن (بالإنجليزية: Jackie Milburn)‏، من مواليد 11 مايو 1924 في أشينغتون في إنجلترا، وتوفي في 9 أكتوبر 1988 في أشينغتون في إنجلترا، لاعب كرة قدم إنجليزي سابق، ومدرب كرة قدم إنجليزي سابق.
بدأ مسيرته الكروية مع نادي نيوكاسل يونايتد في عام 1943، ولعب معهم حتى عام 1957، وشارك معهم في 353 مباراة وسجل 177 هدف، وفي عام 1957 انتقل إلى نادي لينفيلد، ولعب معهم حتى عام 1960.
و قد لعب مع منتخب إنجلترا لكرة القدم بين عامي 1948 و1955، وشارك معهم في 13 مباراة وسجل 10 أهداف.
بدأ مسيرته التدريبية مع نادي لينفيلد في عام1957، واستمر معهم حتى عام 1960، وفي عام 1960 انتقل إلى نادي ييوسلي، واستمر معهم حتى عام 1962، وفي موسم 1963/1964 درب نادي إيبسويتش تاون.

## روابط خارجية
- جاكي ميلبورن على موقع الاتحاد الدولي (مؤرشف)  (الإنجليزية)
- جاكي ميلبورن على موقع قاعدة بيانات كرة القدم.إي يو (الإنجليزية)
- جاكي ميلبورن على موقع ناشيونال فوتبول تيمز (الإنجليزية)
- جاكي ميلبورن على موقع Soccerbase.com (لاعب) (الإنجليزية)
- جاكي ميلبورن على موقع Soccerbase.com (مدرب) (الإنجليزية)
- جاكي ميلبورن على موقع عالم كرة القدم.نت (الإنجليزية)